# دژ مهتابی
دژ مهتابی از دژهای تاریخی ایران است که در استان  خوزستان  شهرستان بهبهان قرار دارد. این دژ در روستای دژ مهتابی تنگ تکاب قرار دارد. این روستا هم‌اکنون وجود ندارد و در بستر دریاچه سد مارون قرار گرفته‌است. و یکی از جاذبه‌های گردشگری در بهبهان است.

دژ مهتابی خوزستان بهبهان

دژمهتابی یکی از مهم‌ترین قلعه‌ها در زمان ساسانیان بود که از منطقه حفاظت می‌کرد. دژ مهتابی بخاطر دسترسی سخت به آن مورد توجه بوده‌است و به عنوان دیده‌بانی و پناهگاه مورد استفاده قرار می‌گرفته‌است. در بالای دژ آثار ساختمان و برکه آبی وجود داشت که از آب باران پر می‌شد. دژ مهتابی در زمان سلجوقیان بتصرف اسماعیلیان درآمد.
این دژ یکپارچه از سنگ ساخته شده‌است.